# Szent Mihály és Gábriel arkangyalok fatemplom (Havasgyógy)
A havasgyógyi fatemplom műemlék Romániában, Fehér megyében. A romániai műemlékek jegyzékében az AB-II-m-A-00216 sorszámon szerepel.